# Na zapadu
Na zapadu je peti studijski album hrvaške glasbene skupine Jinx, ki je izšel leta 2007 pri založbi Dallas Records, s katero so istega leta sklenili pogodbo. To je prvi album Jinxov po njihovi obuditvi leta 2006. Album vsebuje hit skladbe »Zajedno«, »Hodam«, »Požurimo« in »Na čemu si ti«, ki se je uvrstila na vrh hrvaških lestvic.
Portal Muzika.hr je leta 2009 postavil album na 46. mesto lestvice hrvaških albumov desetletja.

## Seznam skladb
Avtor vseh skladb je Coco Mosquito. Vsi aranžmaji so delo skupine.
| Št. | Naslov                      | Dolžina |
| --- | --------------------------- | ------- |
| 1.  | „Hodam‟                     | 3:40    |
| 2.  | „Na čemu si ti?‟            | 3:01    |
| 3.  | „Logičan dan‟               | 3:58    |
| 4.  | „Na zapadu‟                 | 3:22    |
| 5.  | „Pored mene‟                | 2:58    |
| 6.  | „Vremena za sve‟            | 3:11    |
| 7.  | „Šmiramo‟                   | 4:58    |
| 8.  | „Tako-tako‟                 | 2:56    |
| 9.  | „Kako je bilo bez tebe‟     | 3:05    |
| 10. | „Hodam (repriza)‟           | 3:40    |
| 11. | „Zajedno (tu smo gdje smo)‟ | 3:54    |
| 12. | „Požurimo...‟               | 4:12    |

## Osebje

### Jinx
- Adam Matijašević – bas kitara
- Igor Pavlica – trobenta
- Ivan Kovačić Kova – tenor saksofon
- Coco Mosquito – kitara
- Berko – bobni
- Mr. Goody – električni klavir
- Yaya – glavni vokal

### Gostje
- Ivana Starčević – spremljevalni vokali
- Siniša Boras – harfa
- Gordan Tudor – sintetizator, tenor saksofon, orgle
- Neno Grahovac – trombon
- Otroški zbor – Billie Hewit Pavlica, Laura Špiranec, Mara Bushill

### Produkcija
- Fotografije: Iva Canki, Mare Milin, Getty Images
- Mastering: Miro Vidović
- Snemalec: Berko Muratović
- Producent: Coco Mosquito